# Янушовиці (Піньчовський повіт)
Янушовиці (пол. Januszowice) — село в Польщі, у гміні Дзялошиці Піньчовського повіту Свентокшиського воєводства.
Населення — 88 осіб (2011).
У 1975-1998 роках село належало до Келецького воєводства.

## Демографія
Демографічна структура на день 31 березня 2011 року:
|          | Загалом | Допрацездатний вік | Працездатний вік | Постпрацездатний вік |
| -------- | ------- | ------------------ | ---------------- | -------------------- |
| Чоловіки | 46      | 7                  | 28               | 11                   |
| Жінки    | 42      | 4                  | 20               | 18                   |
| Разом    | 88      | 11                 | 48               | 29                   |